# Comuna Sveti Ivan Žabno, Koprivnica-Križevci
Sveti Ivan Žabno este o comună în cantonul Koprivnica-Križevci, Croația, având o populație de 5.222 de locuitori (2011).

## Demografie
Componența etnică a comunei Sveti Ivan Žabno
     Croați (98,64%)
     Necunoscut (0,08%)
     Neclasificat (0,86%)
Componența confesională a comunei Sveti Ivan Žabno
     Catolici (96,55%)
     Ortodocși (1,03%)
     Necunoscută (0,63%)
     Alte religii (1,76%)
Conform recensământului din 2011, comuna Sveti Ivan Žabno avea 5.222 de locuitori. Din punct de vedere etnic, majoritatea locuitorilor (98,64%) erau croați. Apartenența etnică nu este cunoscută în cazul a 0,08% din locuitori. Din punct de vedere confesional, majoritatea locuitorilor (96,55%) erau catolici, cu o minoritate de ortodocși (1,03%). Pentru 0,63% din locuitori nu este cunoscută apartenența confesională.